# Leon Cienkowski

Leon Cienkowski

Leon Cienkowski (russisch Лев Семёнович Ценковский, wiss. Transliteration Lev Semënovič Cenkovskij, lat. Form Leo de Cienkowski; * 1. Oktoberjul. / 13. Oktober 1822greg. in Warschau, Königreich Polen; † 25. Septemberjul. / 7. Oktober 1887greg. in Leipzig, Deutsches Kaiserreich) war ein polnisch-russischer Botaniker, Protozoologe und Bakteriologe, ab 1881 korrespondierendes Mitglied der Sankt Petersburger Akademie der Wissenschaften. Er gilt zusammen mit Ilja Iljitsch Metschnikow als Vater der russischen Mikrobiologie. Sein botanisch-mykologisches Autorenkürzel lautet „Cienk.“.

## Leben

### 1822–1846: Kindheit und Studium
Cienkowski kam aus armen Verhältnissen und verdankte seine Ausbildung dem Ehrgeiz seiner Mutter, die selbst keine Bildung genossen hatte. Er besuchte das Warschauer Gymnasium und gelangte 1839 als Stipendiat des polnischen Königreichs an die St. Petersburger Universität. In Sankt Petersburg wurde Cienkowski in den deutsch-baltischen Gelehrtenkreis um Karl Ernst von Baer aufgenommen (Otto Wilhelm von Struve, Gregor von Helmersen, Moritz Hermann von Jacobi). Die Mitgliedschaft in diesem Kreis beeinflusste ihn nachhaltig und begründete seine dauerhafte Hinwendung zu den Naturwissenschaften. Die meisten seiner Werke sind auf Deutsch verfasst.
1846 schloss Cienkowski sein Studium mit dem Magister ab. Seine Dissertation trug den Titel Einige Fakten aus der Entwicklungsgeschichte der Koniferen (im Original Несколько фактов из истории развития хвойных растений). Er war Mitglied der Gesellschaft Deutscher Naturforscher und Ärzte.

### 1847–1887: Nilexpedition und akademische Laufbahn
1847 rief der ägyptische Herrscher Muhammad Ali Pascha eine geologische Expedition ins Land, um in den 1820–1821 eroberten Gebieten am oberen Nil nach Gold zu suchen. Die Russische Geographische Gesellschaft schickte den expeditionserfahrenen Jegor Petrowitsch Kowalewski und in seinem Gefolge auch Cienkowski nach Ägypten. Die Expedition folgte dem Lauf des Nils, hielt sich kurz in Khartum auf und bezog schließlich ihr Lager in Roseires (nahe dem heutigen ad-Damazin am Blauen Nil). Hier betrieb Cienkowski botanische und ethnographische Forschungen. Seine Berichte wurden 1850 in der Zeitschrift Geografičeskie izvestija der Russischen Geographischen Gesellschaft sowie 1853 in der Gazeta Warszawska veröffentlicht.
Von 1850 bis 1854 unterrichtete Cienkowski als Professor für Naturgeschichte am Jaroslawler Demidow-Lyzeum. 1854 wurde er als außerordentlicher Professor für Botanik an die Sankt Petersburger Universität berufen. Zwei Jahre darauf verteidigte Cienkowski seine Dissertation und erlangte den Titel eines Doktors der Botanik.
Im Zuge der nach dem Krimkrieg gewährten Reiseerleichterungen begab sich Cienkowski 1861 auf eine vierjährige Reise durch Europa, verbunden mit botanischen Studien. Als 1865 die Neurussische Universität eröffnet wurde, ereilte Cienkowski der Ruf als Professor für Botanik, den er akzeptierte. In Odessa beteiligte er sich aktiv an der Gründung der Neurussischen Naturforschenden Gesellschaft, deren erster Vorsitzender er war, und der Sewastopoler meeresbiologischen Station. 1872 wechselte er an die Universität Charkow, wo er bis an sein Lebensende 1887 tätig blieb.

## Forschung

### Botanische und protozoologische Untersuchungen
Cienkowski beschäftigte sich mit niedrigen Organismen (Infusorien, niedrigen Algen, Pilzen und Bakterien) und stellte in seinen Forschungen eine genetische Verbindung zwischen einzelligen Algen (sogenannten Monaden) und Myxomyceten, Heliozoa und Radiolaria, Flagellaten und palmelloiden Algen fest. Schon in seiner Probevorlesung vertrat Cienkowski die damals umstrittene Meinung, dass Infusorien Protozoen seien, die aus einem Klumpen Protoplasma bestehen. Damit widersprach er der damals vorherrschenden, u. a. von Christian Gottfried Ehrenberg vertretenen Theorie, wonach Infusorien hoch komplexe Lebewesen seien.
In seiner Doktorarbeit Über die niedrigen Algen und Infusorien (im Original О низших водорослях и инфузориях) untersucht er die Morphologie und Entwicklungsgeschichte verschiedener mikroskopischer Organismen (u. a. Sphacroplea annulina, Achlya prolifera und Actinosphaerium) und stellt die Hypothese auf, dass es keine klare Grenze zwischen Pflanzen- und Tierreich gebe. In seinen folgenden Arbeiten erforscht er die Verbindungen zwischen Schleimpilzen (Myxomyceten) und einzelligen Algen (Monaden). Ihm gelingt die Entdeckung der kapsalen Phase (Palmellastadium) der Algen, Flagellaten und später der Bakterien.
Die Übergänge zwischen Pflanzen- und Tierreich bleiben das beherrschende Thema in Cienkowskis Arbeit, deren Schwerpunkt einerseits Untersuchungen über Algen und Pilze, sowie andererseits Amöben, Sonnentierchen, Flagellaten, Strahlen- und Wimpertierchen bilden. Cienkowski war ein überzeugter Anhänger des (später widerlegten) Pleomorphismus und glaubte u. a., dass bestimmte Bakterien Stufen im Lebenszyklus von Algen seien.

### Entwicklung der Milzbrandimpfung
Seine späten Forschungen beschäftigen sich mit dem damals neuen Gebiet der Bakteriologie. 1881 wurde er auf Initiative der Freien Ökonomischen Gesellschaft zusammen mit dem Veterinärmediziner Arkadi Alexandrowitsch Raevski zu Louis Pasteur nach Paris geschickt, um sich in die Herstellung der Milzbrandimpfung einführen zu lassen und sie nach Russland zu bringen (Ziel war die Bekämpfung des Milzbrands bei Schafen). Pasteur verriet der russischen Gesandtschaft das Geheimnis seiner Impfung jedoch nicht, da er sich entschlossen hatte, die Herstellungsrechte einer kommerziellen Firma abzutreten. Dennoch führte die Reise, auf der er u. a. Robert Koch und Carl Wilhelm von Nägeli kennenlernte, dazu, dass Cienkowski schließlich in Charkov eine eigene Milzbrandimpfung entwickeln und nach anfänglichen Rückschlägen perfektionieren konnte. Der Erfolg dieser Impfung trug maßgeblich zum Ansehen und der Entwicklung der Mikrobiologie in Russland bei.

## Werke
- Die Pseudogonidien (Jahrb. wiss. Bot., 1852, I);
- Kilka rysów i wspomnień z podróży po Egipcie, Nubii i Sudanie. Gazeta Warszawska 1853, №№ 88, 89, 91, 94, 98, 101, 108, 110, 115, 118, 122;
- * Zur Befruchtung d. Juniperus communis (Bull. soc. nat. Moscou. 1853, № 2)
- Bemerkungen über Stein’s Acineten Lehre (Bull. Acad. S.-Petersb., 1855, XIII)
- Algologische Studien (Bot. Zeitschrift, 1855)
- О самозарождении (СПб., 1855);
- Ueber Cystenbildung bei Infusorien (Zeitschr. wiss. Zoologie, 1855, XVI);
- Zur Genesis eines einzelligen Organismus (Bull. Acad. S.-Petersb., 1856. XIV);
- Rhisidium Confervae Glomeratae (Bot. Zeit., 1857);
- Ueber meinen Beweis für die Generatia primaria (ibid., 1858, XVII);
- Ueber parasitische Schläuche auf Crustaceen und einigen Insectenlarven (Bot. Zeitschr., 1861);
- Zur Entwickelungsgeschichte der Myxomyceten (Jahrb. wiss. Bot., 1862, XIII);
- Das Plasmodium (ibid., 1863, III);
- Ueber einige Chlorophyllhaltige Gloeocapsen (Bot. Zeit., 1865);
- Beiträge z. Kenntniss d. Monaden (Arch. micr. Anatomie, 1865, I);
- Ueber den Bau und die Entwickelung der Labyrinthulaceen (ibid., 1867, III);
- Ueber die Clathrulina (ibid.);
- Ueber Palmellaceen und einige Flagellaten (ibid., 1870, VI; то же Труды 2-го съезда рус. естеств. и врачей);
- Ueber Schwärmerbildung bei Noctiluca miliaris (Arch. micr. Anat, 1871, VII);
- Ueber Schwärmerbildung bei Radiolarien (ib.);
- Die Pilze der Kahmhaut (Bull. Acad. S.-Petersb., 1872, XVII);
- О генетической связи между Mycoderma vini, Penicillium viride и Domatium pullullans (Труды 4-го съезда русск. естеств. и враче, 1872);
- Ueber Noctiluca miliaris (ibid., 1873, IX);
- Ueber Palmellen-Zustand bei Stigeocionium (Bot. Zeit., 1876);
- К морфологии сем. Ulothrichineae (Тр. общ. испыт. прир. Харьков. Унив., 1877, то же Bull. Acad. S.-Petersb., 1876);
- Ueber einige Rhizopoden und verwandte Organismen (Arch. micr. Anat., 1876, т. XII);
- Zur Morphologie der Ulothricheen (St. Pétersbourg: Acad. Imp. des Sciences, 1876), Sonderdruck aus Bull. de l’Académie Impériale des Sciences de St. Pétersbourg. 1876, t. 9.
- Zur Morphologie der Bactérien (Mém. Acad. S.-Petersb., сер. 7, т. XXV);
- Z życia prostych organizmów, „Wiadomości z Nauk Przyrodzonych“, 1880, z. 1, 1
- Отчет о беломорской экскурсии 1880 г. (Труды СПб. Общ. Естеств., 1881, XII);
- Микроорганизмы. Бактериальные образования (Харьк., 1882);
- О пастеровских прививках (Труды Вольн. Эконом. Общ., 1883, 1884);
- Отчет о прививках антракса в больших размерах (Сборн. Херсонск. земства, III, 1886).
- Юбилейная речь Ценковского, носящая автобиографический характер (см. Южный Край, 1886).